# トシガイ
『¥トシガイ』は、2007年4月5日から2008年6月26日まで、毎週金曜0時29分 - 0時59分（木曜深夜）に日本テレビで放送していたドキュメント風バラエティ番組である。『未来予報201X』に引き続いてNTTドコモ一社提供である。2007年9月までは、金曜 0時29分 - 0時56分（木曜深夜）に放送していた。

## 番組概要
- 毎回一人のゲストが「自分の年齢（トシ）×壱万円」分のお金（例：30歳なら30万円）を番組から与えられ、「自分の人生を豊かで華やかにするための買い物」をする。ただし、その金額をオーバーしてはいけない。
- ゲストが自分の人生をみつめなおし、どのような買い物（お金の使い方）をすべきか、これからの自分に何が必要かなど、本人の口から語られるそれぞれの人生観や価値観を映し出す。毎回ロケーション撮影で買い物先は国内からときに海外など幅広い。
- 番組の構成は、MCの細川茂樹と東原亜希は主にオープニングとエンディングに登場しゲストの紹介とVTRの感想を述べる。MCとゲストがスタジオなどの同じ場所に会することはない。本編はゲストとスタッフによるロケのVTRが放送される。

## 出演者

### MC
- 細川茂樹
- 東原亜希

### ゲスト
- 第1回 谷原章介
- 第2回 田崎真也
- 第3回 宮迫博之（雨上がり決死隊）
- 第4回 菊川怜
- 第5回 ウエンツ瑛士（WaT）
- 第6回 中田有紀
- 第7回 郷ひろみ
- 第8回 安田美沙子
- 第9回 髙島郁夫（株式会社バルス代表取締役社長）
- 第10回國重友美
- 第11回城彰二
- 第12回ピエール瀧
- 第13回竹中直人
- 第14回小泉里子
- 第15回片岡鶴太郎
- 第16回藤木直人
- 第17回デューク更家
- 第18回渡部建（アンジャッシュ）
- 第19回東原亜希（夏休みスペシャル）
- 第20回細川茂樹（夏休みスペシャル）
- 第21回見城徹
- 第22回安めぐみ
- 第23回中島知子（オセロ）
- 第24回国仲涼子
- 第25回ケイン・コスギ
- 第26回高城剛
- 第27回中川翔子
- 第28回岡田浩輝
- 第29回ISSA（DA PUMP）
- 第30回小倉優子
- 第31回パンツェッタ・ジローラモ
- 第32回熊田曜子
- 第33回森泉
- 第34回沢村一樹
- 第35回ヒロミ
- 第36回伊藤裕子
- 第37回宮嶋茂樹
- 第38回梅沢由香里
- 第39回森田恭通
- 第40回茂木健一郎
- 第41回南明奈
- 第42回永作博美
- 第43回河本準一（次長課長）
- 第44回小池徹平（WaT）
- 第45回川田亜子
- 第46回スザンヌ
- 第47回佐藤隆太
- 第48回栗田貫一
- 第49回高嶋ちさ子
- 第50回今田耕司
- 第51回その後SP
- 第52回KREVA
- 第53回西山茉希
- 第54回隈研吾（建築家）
- 第55回優木まおみ
- 第56回akko（MY LITTLE LOVER）
- 第57回三村マサカズ（さまぁ〜ず）
- 第58回田中美保
- 第59回高田延彦
- 第60回加藤夏希
- 第61回設楽洋（株式会社ビームス代表取締役社長）
- 第62回小林麻央
- 第63回高橋克典
- 第64回小山薫堂（最終回・当番組構成作家）

## スタッフ
- ナレーション：木場剛
- 企画・演出：加藤孝司
- 企画・構成：小山薫堂
- 構成：塩沢航、近藤祐次、ヒロハラノブヒコ、内田ぼちぼち
- ディレクター：中津雄太、森田と純平 前島隆昭
- アシスタントプロデューサー：吉川美由紀
- プロデューサー：糸井聖一
- チーフプロデューサー：梅原幹